# Yvette Thuis
Yvette Thuis (sinh ngày 23 tháng 5 năm 1971) là một cựu vận động viên bơi nghệ thuật đến từ Aruba. Bà thi đấu trong solo  nữ và đôi nữ tại Thế vận hội Mùa hè 1988.